# 全米映画批評家協会賞 監督賞
全米映画批評家協会賞 監督賞（ぜんべいえいがひひょうかきょうかいしょう、National Society of Film Critics Award for Best Director）は、全米映画批評家協会によって贈られる賞の一つである。

## 受賞者

### 1960年代
| 年   | 受賞者                         | 作品               |
| ---- | ------------------------------ | ------------------ |
| 1966 | ミケランジェロ・アントニオーニ | 『欲望』           |
| 1967 | イングマール・ベルイマン       | 『仮面/ペルソナ』  |
| 1968 | イングマール・ベルイマン       | 『狼の時刻』『恥』 |
| 1969 | フランソワ・トリュフォー       | 『夜霧の恋人たち』 |

### 1970年代
| 年   | 受賞者                         | 作品                                                   |
| ---- | ------------------------------ | ------------------------------------------------------ |
| 1970 | イングマール・ベルイマン       | 『情熱の島』                                           |
| 1971 | ベルナルド・ベルトルッチ       | 『暗殺の森』                                           |
| 1972 | ルイス・ブニュエル             | 『ブルジョワジーの秘かな愉しみ』                       |
| 1973 | フランソワ・トリュフォー       | 『アメリカの夜』                                       |
| 1974 | フランシス・フォード・コッポラ | 『ゴッドファーザー PART II』『カンバセーション…盗聴…』 |
| 1975 | ロバート・アルトマン           | 『ナッシュビル』                                       |
| 1976 | マーティン・スコセッシ         | 『タクシードライバー』                                 |
| 1977 | ルイス・ブニュエル             | 『欲望のあいまいな対象』                               |
| 1978 | テレンス・マリック             | 『天国の日々』                                         |
| 1979 | ウディ・アレン                 | 『マンハッタン』                                       |
| 1979 | ロバート・ベントン             | 『クレイマー、クレイマー』                             |

### 1980年代
| 年   | 受賞者                     | 作品                           |
| ---- | -------------------------- | ------------------------------ |
| 1980 | マーティン・スコセッシ     | 『レイジング・ブル』           |
| 1981 | ルイ・マル                 | 『アトランティック・シティ』   |
| 1982 | スティーヴン・スピルバーグ | 『E.T.』                       |
| 1983 | タヴィアーニ兄弟           | 『サン★ロレンツォの夜』        |
| 1984 | ロベール・ブレッソン       | 『ラルジャン』                 |
| 1985 | ジョン・ヒューストン       | 『女と男の名誉』               |
| 1986 | デヴィッド・リンチ         | 『ブルーベルベット』           |
| 1987 | ジョン・ブアマン           | 『戦場の小さな天使たち』       |
| 1988 | フィリップ・カウフマン     | 『存在の耐えられない軽さ』     |
| 1989 | ガス・ヴァン・サント       | 『ドラッグストア・カウボーイ』 |

### 1990年代
| 年   | 受賞者                       | 作品                       |
| ---- | ---------------------------- | -------------------------- |
| 1990 | マーティン・スコセッシ       | 『グッドフェローズ』       |
| 1991 | デヴィッド・クローネンバーグ | 『裸のランチ』             |
| 1992 | クリント・イーストウッド     | 『許されざる者』           |
| 1993 | スティーヴン・スピルバーグ   | 『シンドラーのリスト』     |
| 1994 | クエンティン・タランティーノ | 『パルプ・フィクション』   |
| 1995 | マイク・フィギス             | 『リービング・ラスベガス』 |
| 1996 | ラース・フォン・トリアー     | 『奇跡の海』               |
| 1997 | カーティス・ハンソン         | 『L.A.コンフィデンシャル』 |
| 1998 | スティーヴン・ソダーバーグ   | 『アウト・オブ・サイト』   |
| 1999 | マイク・リー                 | 『トプシー・ターヴィー』   |

### 2000年代
| 年   | 受賞者                         | 作品                                     |
| ---- | ------------------------------ | ---------------------------------------- |
| 2000 | スティーヴン・ソダーバーグ     | 『エリン・ブロコビッチ』『トラフィック』 |
| 2001 | ロバート・アルトマン           | 『ゴスフォード・パーク』                 |
| 2002 | ロマン・ポランスキー           | 『戦場のピアニスト』                     |
| 2003 | クリント・イーストウッド       | 『ミスティック・リバー』                 |
| 2004 | チャン・イーモウ               | 『HERO』『LOVERS』                       |
| 2005 | デヴィッド・クローネンバーグ   | 『ヒストリー・オブ・バイオレンス』       |
| 2006 | ポール・グリーングラス         | 『ユナイテッド93』                       |
| 2007 | ポール・トーマス・アンダーソン | 『ゼア・ウィル・ビー・ブラッド』         |
| 2008 | マイク・リー                   | 『ハッピー・ゴー・ラッキー』             |
| 2009 | キャスリン・ビグロー           | 『ハート・ロッカー』                     |

### 2010年代
| 年   | 受賞者                     | 作品                                                  |
| ---- | -------------------------- | ----------------------------------------------------- |
| 2010 | デヴィッド・フィンチャー   | 『ソーシャル・ネットワーク』                          |
| 2011 | テレンス・マリック         | 『ツリー・オブ・ライフ』                              |
| 2012 | ミヒャエル・ハネケ         | 『愛、アムール』                                      |
| 2013 | コーエン兄弟               | 『インサイド・ルーウィン・デイヴィス 名もなき男の歌』 |
| 2014 | リチャード・リンクレイター | 『6才のボクが、大人になるまで。』                     |
| 2015 | トッド・ヘインズ           | 『キャロル』                                          |
| 2016 | バリー・ジェンキンス       | 『ムーンライト』                                      |
| 2017 | グレタ・ガーウィグ         | 『レディ・バード』                                    |
| 2018 | アルフォンソ・キュアロン   | 『ROMA/ローマ』                                       |
| 2019 | グレタ・ガーウィグ         | 『ストーリー・オブ・マイライフ/わたしの若草物語』     |

### 2020年代
| 年   | 受賞者                 | 作品                                    |
| ---- | ---------------------- | --------------------------------------- |
| 2020 | クロエ・ジャオ         | 『ノマドランド』                        |
| 2021 | 濱口竜介               | 『ドライブ・マイ・カー』 『偶然と想像』 |
| 2022 | シャーロット・ウェルズ | 『aftersun/アフターサン』               |
| 2023 | ジョナサン・グレイザー | 『関心領域』                            |
| 2024 | パヤル・カパーリヤー   | 『私たちが光と想うすべて』              |